# Курно-Липовка
Ку́рно-Ли́повка — слобода в Тарасовском районе Ростовской области.
Входит в состав Курно-Липовского сельского поселения.

## История
Слобода Курно-Липовка была известна под названием Курнаково-Липовская. Её территория расположилась при реке Большой Калитвенец, поблизости от балки Липовой. Эту территорию с окружной станицей разделяло расстояние в 45 вёрст. В 1801 году подполковник Семерников направил ходатайство в войсковую канцелярию с тем, чтобы ему выделили территорию, которая располагалась за Донцом. Она находилась дальше за тем местом, на котором был основан хутор Никиты Мартынова. Генерал-майорша Анна Васильевна Курнакова в мае 1807 года купила хутор в Липовой балке, располагающейся за Донцом, который раньше принадлежал Петру Семерникову. Вместе с землей она приобрела все имущество, которое там располагалось и крестьян. После приобретения территории, Курнакова переселила сюда крестьян, которые раньше принадлежали ей в составе 30 душ мужского пола и 22 женского пола.

## Население
| 2010 |
| ---- |
| 326  |

## Улицы
| - ул. Веселая - ул. Вольная - ул. Калиновая | - ул. Луговая - ул. Молодёжная - ул. Речная |

## Инфраструктура
В слободе имеется отделение Почты России (ул. Молодёжная, д. 5).

## Достопримечательности
В 1864 году в слободе Курнаковой на средства прихожан была построена деревянная церковь с колокольней, покрытые листовым железом. Престол в храме был один — во имя Благовещения Пресвятой Богородицы. Особо отмежеванной земли при церкви не имелось, ей принадлежала также деревянная караулка, покрытая листовым железом. Первым священником Благовещенской церкви был Платонов Михаил Виссарионович.
Церковь находилась от консистории — в 150 верстах, от местного благочинного — в 70 верстах. Ближайшие к ней церкви находились: в слободе Степановка — в 15 верстах, в слободе Ефремова — в 15 верстах, в хуторе Лютова — в 15 верстах и в хуторе Плешакова — в 14 верстах. Приходское попечительство при церкви было открыто в 1867 году. В её приходе было открыто народное училище и школа грамоты.

## Известные уроженцы
- Иванов, Иван Иванович (1910—1976) — советский военачальник, генерал-майор авиации.